# Macracanthorhynchus ingens
Espèce
Synonymes
- Echinorhynchus ingens von Linstow, 1879 - protonyme
- Prosthenorchis ingens (von Linstow, 1879)

Macracanthorhynchus ingens est une espèce d'acanthocéphales de la famille des Oligacanthorhynchidae. C'est un parasite digestif de Fissipèdes néarctiques.